# Stade Príncipe Felipe
Le Stade Príncipe Felipe (en espagnol : Estadio Príncipe Felipe) est un stade de football espagnol situé dans la ville de Cáceres, en Estrémadure.
Le stade, doté de 5 972 places et inauguré en 1977, sert d'enceinte à domicile à l'équipe de football du Club Polideportivo Cacereño.
Le stade porte le nom de Felipe VI, roi d'Espagne.

## Histoire
Les travaux du stade s'achèvent en 1977. Il est inauguré le 26 mars 1977 lors d'une rencontre amicale entre les locaux du CD Cacereño et une sélection de joueurs d'Estrémadure.
La première rencontre officielle à se jouer au stade a lieu deux semaines plus tard le 10 avril 1977, lors d'une victoire 3-1 du CD Cacereño sur l'AD Ceuta.
Le 29 mai 1981 sont inaugurées les installations lumineuses pour les matchs nocturnes.

## Événements

### Matchs internationaux de football
| Date          | Compétition  | Équipes                             | Score | Affluence |
| ------------- | ------------ | ----------------------------------- | ----- | --------- |
| 17 avril 1991 | Match amical | Espagne — Roumanie                  | 0-2   | 15 000    |
| mai 1992      | ?            | Espagne -18 ans — Allemagne -18 ans | ?     | —         |

### Concerts
| Dire Straits  | 29 août 1992 |
| Peter Gabriel | 8 mai 1993   |
| Sting         | 2 août 1993  |